# 富永美樹
富永美樹（日语：／ Tominaga Miki ?，1970年12月28日—），是日本自由播报员，星尘传播旗下电视艺人。曾在1994年至1998年供职于富士電視台。

## 经历
1970年12月28日生于千叶县。
毕业于東京外国語大学外国語学院西班牙语专业。1994年作为播报员进入富士電視台工作。入社第1年的年薪是1000万日元。
1997年与摇滚乐队的堀内誠与交往后结婚。1998年辞职退社，成为家庭主妇。在山梨县河口湖（富士五湖）边的农村贷款买了一套别墅。2006年开始活跃于电视节目，成为自由播报员。

## 出演节目
目前出演
- 富永美樹的慢生活（World Hi-Vision Channel）
- 东大王（TBS电视台）

过去出演
- 森田一義時間 笑一笑又何妨！
- 鬧鐘電視
- FNN Super Time
- HEY!HEY!HEY!MUSIC CHAMP（2005年7月11日）

## 脚注
1. ↑  新翠舎編集部 (编). . 株式会社新翠舎. 2013年. ASIN B00CLWPW8A （日语）.
2. ↑  . デイリースポーツ. 2014-03-19  [2019-10-06]. （原始内容存档于2021-02-12） （日语）.
3. ↑  . デイリースポーツ. 2013-08-08  [2019-10-06]. （原始内容存档于2013-11-03） （日语）.
4. ↑  . デイリーニュースオンライン. 2017-09-01 （日语）.[]